# Malek Bennabi
Malek Bennabi, född 1905, död 1973, var en algerisk filosof och författare.
Bennabi skrev om människans samhällen, särskilt det muslimska samhället, med ett fokus på orsakerna till den muslimska civilisationens förfall. Han är mest känd för begreppet "koloniabilitet", vilket är vissa samhällens inre mottaglighet för att bli koloniserade. Enligt Bennabi har bristen på nya idéer inom islam lett till vad han kallar "civilisatorisk bankrutt". Han hävdade det muslimska samhället måste bli en miljö där individer känner större egenmakt ("empowerment") om dess forna glansdagar ska kunna återkomma. För att tillfredsställa sina andliga och materiella behov måste muslimen känna att hens flit och kreativitet blir belönade.